# Matúš Černák

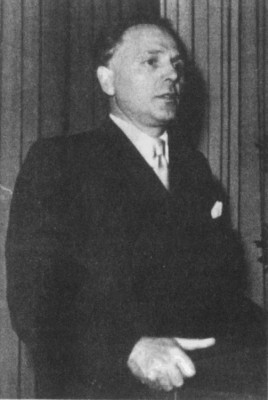
Matúš Černák (vor 1943)

Matúš Černák (* 23. August 1903 in Turčianske Teplice; † 5. Juli 1955 in München) war ein slowakischer Politiker und Diplomat.

## Leben und Werk
Černák wurde als Sohn eines Kantors in Malá Vieska im damaligen Ungarn geboren, der Ort wurde später in Turčianske Teplice eingemeindet. Dort besuchte Černák die Grundschule, von 1913 bis 1917 dann ein piaristisches Gymnasium in Prievidza. Das Abitur legte er 1922 an einem Gymnasium in Banska Bystrica ab. Anschließend studierte er in Leipzig und Prag, wo er 1928 sein Studium als Gymnasiallehrer für Philosophie, Geschichte und Geographie abschloss. Danach unterrichtete er bis 1938 in Trnava und in Bratislava.
Als Student wurde er begeisterter Anhänger der national-slowakischen Bewegung von Andrej Hlinka. In dessen Bewegung brachte es Černák zum Studentenführer und Leiter der Hlinka-Garde in Bratislava. 1938 trat Černák in Hlinkas Volkspartei bei. Von 1938 bis 1939 war Černák Erziehungsminister, erst nach dem Münchener Abkommen in der autonomen slowakischen Landesregierung in der kurzlebigen Tschecho-Slowakischen Republik, dann mit Unabhängigkeit des Slowakischen Staates in der Regierung von Jozef Tiso. Von 1939 bis 1944 war er Botschafter des slowakischen Staates in Berlin. Nach Ende des Zweiten Weltkriegs wurde er von den Alliierten gefangen genommen, vor ein Gericht in Bratislava gestellt, und zu drei Jahren Gefängnis verurteilt.
Nach seiner Haftentlassung emigrierte er Ende 1948 nach Westdeutschland, wo er ab 1950 in München lebte. Dort engagierte er sich politisch und publizistisch mit anderen Exil-Slowaken auf Seite von Karol Sidor. Am 5. Juli 1955 holte Černák in einem Münchner Postamt eine Paketsendung ab, die an ihn adressiert war. Das Paket enthielt eine Bombe, die beim Öffnen explodierte. Černák und zwei weitere unbeteiligte Postkunden starben an den Folgen der Explosion. Die Beerdigung fand am 12. Juli in München statt, 1991 wurde die Urne auf einen Friedhof in Bratislava umgebettet. Die Täter wurden nicht ermittelt.
Im Andenken an Černák wurde 1963 das Matúš-Černák-Institut in Köln gegründet, das Zeitschriften herausgab und politische Belange der slowakischen Exil-Gemeinde vertrat. In den 1980er Jahren verlegte das Institut seinen Sitz nach München.